# Barbados i olympiska spelen
Barbados deltog första gången vid olympiska sommarspelen 1968 i Mexico City och har sedan dess varit med vid varje olympiskt sommarspel förutom vid spelen 1980 i Moskva som de bojkottade. En deltagare från Barbados fanns även med i Brittiska Västindiens trupp till de olympiska sommarspelen 1960 i Rom. De har aldrig deltagit vid de olympiska vinterspelen.
Barbados har totalt vunnit en medalj, ett brons taget av Obadele Thompson vid friidrottstävlingarna 2000 i Sydney. Den barbadiske löparen James Wedderburn var med och tog en bronsmedalj för Brittiska Västindien vid spelen 1960 i Rom.

## Medaljer
| Guld | Silver | Brons | Totalt antal medaljer |
| ---- | ------ | ----- | --------------------- |
| 0    | 0      | 1     | 1                     |

### Medaljer efter sommarspel
| Spel                | Guld                                | Silver                              | Brons                               | Totalt                              |
| Rom 1960            | som del av Västindiska federationen | som del av Västindiska federationen | som del av Västindiska federationen | som del av Västindiska federationen |
| Tokyo 1964          | Deltog inte                         | Deltog inte                         | Deltog inte                         | Deltog inte                         |
| Mexico City 1968    | 0                                   | 0                                   | 0                                   | 0                                   |
| München 1972        | 0                                   | 0                                   | 0                                   | 0                                   |
| Montréal 1976       | 0                                   | 0                                   | 0                                   | 0                                   |
| Moskva 1980         | Deltog inte                         | Deltog inte                         | Deltog inte                         | Deltog inte                         |
| Los Angeles 1984    | 0                                   | 0                                   | 0                                   | 0                                   |
| Seoul 1988          | 0                                   | 0                                   | 0                                   | 0                                   |
| Barcelona 1992      | 0                                   | 0                                   | 0                                   | 0                                   |
| Atlanta 1996        | 0                                   | 0                                   | 0                                   | 0                                   |
| Sydney 2000         | 0                                   | 0                                   | 1                                   | 1                                   |
| Aten 2004           | 0                                   | 0                                   | 0                                   | 0                                   |
| Peking 2008         | 0                                   | 0                                   | 0                                   | 0                                   |
| London 2012         | 0                                   | 0                                   | 0                                   | 0                                   |
| Rio de Janeiro 2016 | 0                                   | 0                                   | 0                                   | 0                                   |
| Totalt              | 0                                   | 0                                   | 1                                   | 1                                   |

### Medaljer efter sporter
| Sport     | Guld | Silver | Brons | Totalt |
| Friidrott | 0    | 0      | 1     | 1      |
| Totalt    | 0    | 0      | 1     | 1      |